# Országos Urbanisztikai Konferencia
Az Országos Urbanisztikai Konferencia a Magyar Urbanisztikai Társaság (MUT) legjelentősebb, évente megrendezett szakmai eseménye. A konferenciák helyszínt biztosítanak az aktuális urbanisztikai problémák megvitatására és fontos terei a különböző szakterületekről érkező, de településfejlesztéssel foglalkozó szakemberek közötti személyes kapcsolattartásnak is. A konferencia a rendszerváltás előtt, 1968–1991 között az Országos Városépítkezési Tanácskozások nevet viselte, 1994 óta pedig új nevén tartják meg a rendezvényt. Itt adják át a Hild János-díjat, amelyet az urbanisztika területén kiemelkedőt alkotó települések és személyek nyernek el. A legutóbbi, XXIX. számú Országos Urbanisztikai Konferencia 2023-ban került megrendezésre, a Moholy-Nagy Művészeti Egyetemen.

## Országos Városépítési Tanácskozások
Az Országos Urbanisztikai Konferencia elődjét, az Országos Városépítési Tanácskozást elsőként 1963-ban tartották meg, 3 évvel a MUT létrejötte előtt. A kétnapos eseményt a Parlament épületében tartották dr. Perényi Imre, a Műszaki Egyetem rektorának vezetésével és több mint 600 szakember vett részt rajta. Ezt követően szabálytalan időközönként tartották meg a találkozót, 1991-ig összesen hét alkalommal ültek össze a szakma képviselői a MUT vezetésével, jellemzően olyan vidéki városokban mint Pécs, Szeged és Székesfehérvár. 

## A rendszerváltás után
A rendszerváltás után a Magyar Urbanisztikai Társaságban lezajlott változások részeként a konferenciát is átalakították, évi rendszerességű lett és állandó jelleggel összekötötték a Hild János-díj átadásával. A találkozót az első hat évben Siófokon tartották egy hotel épületében, az esemény hamar nagy népszerűségre tett szert és a résztvevők száma évente elérte a 300-at. Később a konferenciákat felváltva tartották Magyarország városaiban és a programba bevonták az adott település jellegzetességeit, problémáit is. A 2000-es évekre a résztvevők létszáma 120-150 főre csökkent, de a konferencia így is a magyar urbanisztika legjelentősebb szakmai rendezvénye maradt. Az Országos Urbanisztikai Konferencia a 2020-as években is nagy népszerűségnek örvend: a 2023-as eseményen 230 résztvevő, valamint 80 előadó és kerekasztalközreműködő vett részt. A MUT számos partnerrel dolgozik együtt a konferenciákon, ilyen többek között a Portfolio.hu, a HÉTFA Kutatóintézet és a BME Urbanisztika Tanszaka is.
A szakma képviselői mellett az Urbanisztikai Konferenciák gyakori résztvevői a politikai élet magas rangú tagjai is, a legutóbbi, 2023-as konferencián például előadást tartott Karácsony Gergely budapesti főpolgármester, Mayer Gábor területfejlesztésért felelős államtitkár és Fürjes Balázs is.

## Az Országos Urbanisztikai Konferenciák listája
| Sorszám | Évszám | Helyszín        | Honlap | Cím |
| ------- | ------ | --------------- | ------ | --- |
| I.      | 1994   | Siófok          |        | Az átmenet urbanisztikai kérdései                                                                             |
| II.     | 1995   | Siófok          |        | A regionális és településtervezésről                                                                          |
| III.    | 1996   | Siófok          |        | Piac és település                                                                                             |
| IV.     | 1997   | Siófok          |        | Folyamatok, lehetőségek, korlátok                                                                             |
| V.      | 1998   | Siófok          |        | A jövő körvonalai                                                                                             |
| VI.     | 1999   | Siófok          |        | A formálódó jövő                                                                                              |
| VII.    | 2000   | Eger            |        | Hogyan teremtsük meg a 21. század vonzó élettereit?                                                           |
| VIII.   | 2001   | Pécs            |        | A siker titka                                                                                                 |
| IX.     | 2002   | Debrecen        |        | A város jövő időben                                                                                           |
| X.      | 2003   | Sopron          |        | Urbanisztika az EU küszöbén                                                                                   |
| XI.     | 2004   | Visegrád        |        | Kommunikáció az urbanisztikában                                                                               |
| XII.    | 2005   | Kecskemét       |        | Urbanisztikai feladatok a Kárpát-medencében                                                                   |
| XIII.   | 2006   | Keszthely       |        | Településeink sebezhetősége, veszélyforrások a városokban                                                     |
| XIV.    | 2008   | Gyula           |        | Rehabilitáció és társadalom                                                                                   |
| XV.     | 2009   | Siófok          |        | Város a válságban                                                                                             |
| XVI.    | 2010   | Pécs            |        | Gazdaságfejlesztés és városfejlesztés – a nagyrendezvények a város vonzerejének növelésében                   |
| XVII.   | 2011   | Pécs            | [ 6 ]  | MaHolnap Urbanisztika                                                                                         |
| XVIII.  | 2012   | Hajdúböszörmény | [ 7 ]  | A város és vidékének tervezése a rurális térségek szemszögéből                                                |
| XIX.    | 2013   | Mosonmagyaróvár | [ 8 ]  | Miből élünk jövőre? (Változás és alkalmazkodás az urbanisztikában)                                            |
| XX.     | 2014   | Budapest        | [ 9 ]  | Urbanisztika ma és holnap                                                                                     |
| XXI.    | 2015   | Budapest        | [ 10 ] | CITY-GLOBE 2015 (Városi válaszok a globális gazdasági és társadalmi kihívások kezelésében)                    |
| XXII.   | 2016   |                 |        | |
| XXIII.  | 2017   |                 |        | |
| XXIV.   | 2018   | Budapest        | [ 11 ] | Hogyan legyen okos a szakember az okosvilágban? – avagy az urbanisztikát érő kihívások a digitális korszakban |
| XXV.    | 2019   | Budapest        | [ 12 ] | Városfejlődés, lakáspiac                                                                                      |
| XXVI.   | 2020   | online          | [ 13 ] | Urban development and pandemic                                                                                |
| XXVII.  | 2021   | Debrecen        | [ 14 ] | Újraiparosodó városaink                                                                                       |
| XXVIII. | 2022   | Pécs            | [ 15 ] | Az egyetemek változó szerepe a tudásipari forradalom városaiban                                               |
| XXIX.   | 2023   | Budapest        | [ 16 ] | Ki fejleszti a várost? (Érdekek, konfliktusok és együttműködések a terület- és városfejlesztésben)            |

A következő, XXX. számú Országos Urbanisztikai Konferencia 2024.11.14-én kerül megrendezésre Óbudán.